# 里夏德·贝尔
里夏德·貝爾（德語：Richard Baer；1911年9月9日—1963年6月17日）是德國納粹黨黨衛軍軍官，他曾於1944年5月至1945年1月期間擔任奧斯威辛集中營的指揮官，之後又於1945年2月至4月期間擔任多拉中心建築集中營（Mittelbau-Dora concentration camp）的指揮官。戰後，貝爾使用化名避免受到起訴，他最終於1960年12月被捕。他在接受審判之前在拘留期間死亡。

## 生平
貝爾於1930年加入納粹黨，並於1932年7月1日成為黨衛軍一般親衛隊的成員。在魏登當地的黨衛軍哨所，他結識了未來的集中營指揮官馬丁·戈特弗里德·魏斯（Martin Gottfried Weiss）。在韋斯的指導下，一個黨衛軍小團為週邊村莊納粹黨週末公開會議的發言者提供保護。貝爾後來表示，他加入黨衛軍將軍是因為他喜歡“士兵的紀律”和“扮演士兵的樂趣”。
1942年11月至1944年5月，貝爾擔任黨衛軍主要經濟和行政辦公室主任奧斯瓦爾德·波爾的副官。1943年11月，他接手「集中營監察局」D部門的DI（中央辦公室）辦公室。他接替了希姆萊認為對囚犯過於「軟弱」的阿图尔·利伯亨舍尔，從1944年5月11日起擔任奧斯威辛一號集中營的第三任指揮官（也是最後一任指揮官），直到1945年初集中營解散為止。
從1943年11月到1944年底，弗里茨·哈特延施泰因（Fritz Hartjenstein）和約瑟夫·克拉默(Josef Kramer) 負責奧斯威辛二號-比克瑙滅絕營，因此從1944年底到1945年2月，貝爾只是部分奧斯威辛集中營的指揮官。戰爭期間，貝爾接替奧托·弗施納（Otto Förschner）成為諾德豪森多拉中心建築集中營的指揮官，負責對蘇聯囚犯進行大規模絞刑。

## 被捕及死亡
戰爭結束後，貝爾回到家鄉，最終在漢堡附近定居，以林業工人卡爾·埃貢·諾伊依曼（Karl Egon Neumann）的身份生活。法蘭克福奧斯維辛審判（Frankfurt Auschwitz trials）於1960年10月對他發出了通緝令，於是他的照片刊登在報紙上。
Devin Pendas在其著作《法蘭克福奧斯維辛審判》中生動地敘述了貝爾被捕的故事。俾斯麥首領莊園的一位同事在小報《圖片報》上看到一張通緝照片後，報告說貝爾在那裡擔任林務員。1960年12月20日凌晨，當官員們與「諾依曼」對質時，他起初否認身分。屋裡的一位女人稱呼貝爾為“丈夫”，並稱自己為“Frau Baer”，貝爾最終承認了自己的真實身份。根據律師的建議，他拒絕出庭作證。1963 年，他在審前拘留期間死於心臟病。